# فانكيوا
فانكيوا (بالسويدية: Vankiva) هي منطقة سكنية تقع في السويد في بلدية هسلهولم. يقدر عدد سكانها بـ 340 نسمة ومساحتها 0.44 كم2 .